# Kolumbiai vízicsibe
A kolumbiai vízicsibe (Neocrex colombiana) a madarak osztályának darualakúak (Gruiformes) rendjébe és a guvatfélék (Rallidae) családjába tartozó faj.

## Rendszerezése
A fajt Outram Bangs amerikai ornitológus írta le 1898-ban.

## Alfajai
- Neocrex colombiana colombiana Bangs, 1898
- Neocrex colombiana ripleyi Wetmore, 1967[2]

## Előfordulása
Panama, Ecuador és Kolumbia területén honos. Természetes élőhelyei a szubtrópusi és trópusi elöntött gyepek, mocsarak és lápok. Állandó, nem vonuló faj.

## Megjelenése
Testhossza 20 centiméter.

## Természetvédelmi helyzete
Az elterjedési területe nagy, egyedszáma felméretlen. A Természetvédelmi Világszövetség Vörös listáján adathiányos fajként szerepel.